# Исаија Печерски
Исаија Печерски (р. 11. век - умро 1115) - монах Кијево-Печерског манастира. Поштован је у чин светих. Црква га помиње 15/28 маја, 28 септембра/11 октобра и у другу недељу Великог поста.

## Биографија
Монах Исаија се подвизавао крајем 11. века. - почетак 12. века. у Кијево-печерској лаври. Сачувано је мало доказа о светитељевом животу. Његов живот недостаје у Печерском патерикону. Према сведочењу архиепископа Филарета (Гумилевског), главни подвиг живота монаха Исаије, којим је угодио Господу, била је тиховање и неуморан рад, који се наставио до старости, због чега га називају „пречасни трудољубиви“. старац“.
У општој служби преподобним светитељима Кијево-Печерским, Исаија се прославља као „грлица која воли пустињу“. У тропарима и кондацима свих печерских монаха, светитељ је назначен као подвижник који је постом и непрестаним молитвама просветио своју душу. За своје многе трудове и подвиге, монах Исаија Печерски прими од Бога дар чудотворства и победе над злим духовима.
Њега заједно са Онуфрију и Силвестру Печерском приписује се дар одбијања свих демонских насртаја: „Онуфрије је тихољубац, Исаија је голуб пустинољубив, са Силвестром блаженим, троструко оплетена ужад над демонима, од којих је страсни опомене нанешене до краја дави, имај талента и помози другима, тако их сви зову” (песма 9, ст. 5).
Смрт светог Исаије је датирана 15. маја 1115. године. Мошти светитеља почивају у Блиским пећинама Кијевопечерске лавре, у подземној „Трпезници“, поред моштију Светог Силвестра.
Прослава Светог Исаије је 15/28 маја, 28. септембра/11. октобра и у другу недељу Великог поста.